# Samson Marci
Samson Marci, född 1647 i Tåby församling, Östergötlands län, död 2 maj 1693 i Gryts församling, Östergötlands län, var en svensk präst.

## Biografi
Samson Marci föddes 1647 i Tåby församling. Han var son till kyrkoherden Marcus Toberus och Christina Ericsdotter. Marci blev 20 oktober 1666 student vid Uppsala universitet och prästvigdes 1 maj 1678 till hovpredikant hos furstinnan Juliana av Hessen-Eschwege. Han blev 1680 informator på Stegeborgs slott och 1682 kyrkoherde i Gryts församling. Marcis avled 1693 i Gryts församling.

### Familj
Marci gifte sig 1682 med Catharina Haurelius. Hon var dotter till kyrkoherden Johannes Haurelius och Sara Pihl i Gryts församling. De fick tillsammans barnen kollegan Marcus Samsonius vid Vadstena trivialskola, lektorn Johan Samsonius vid Katedralskolan, Linköping, Magdalena Samsonius (född 1687), Catharina Samsonius (född 1689), Daniel Samsonius (född 1690) och adjunkten Elias Samsonius i Linköping.